# Xã West Carroll, Quận Cambria, Pennsylvania
Xã West Carroll (tiếng Anh: West Carroll Township) là một xã thuộc quận Cambria, tiểu bang Pennsylvania, Hoa Kỳ. Năm 2010, dân số của xã này là 1.296 người.